# VfL Neuwied
Maillots
Dernière mise à jour : 2 avril 2011.
Le VfL Neuwied est un club allemand de football localisé à Neuwied en Rhénanie-Palatinat.

## Histoire (football)
Le club a été fondé le 8 septembre 1908 sous l’appellation de FC Viktoria 08 Neuwied. En 1910, le club devint le Germania Neuwied. En 1919, il opta pour la dénomination SV Viktoria 08 Neuwied.
Entre le 8 septembre 1941 et 1945, le club fut englobé dans une association sportive de guerre (en Allemand: Kriegspielgemeinschaft – KSG) qui joua sous le nom de KSG Neuwied.
En 1941, le club joua dans la Gauliga Moselland, une ligue créé par la scission de la Gauliga Mittlerhein qui avait elle-même été créée sur ordre des Nazis dès leur arrivée au pouvoir en 1933.
En 1945, le club fut dissous par les Alliés, comme tous les clubs et associations allemands (voir Directive n°23).

ancien logo du VfL Neuwied

Le club fut reconstitué et le 8 février 1947, il prit le nom de TuS Neuwied. Le 9 décembre 1947, il opta pour son appellation actuelle: VfL Neuwied.
En 1951, le club fut "Rheinland Meister" (champion de Rhénanie-Palatinat). Cela lui valut d’être retenu comme un des fondateurs de la 2. Oberliga Südwest, une ligue située au 2e niveau de la hiérarchie, directement sous l’Oberliga Südwest. 
Le VfL Neuwied joua en 2. Oberliga Südwest jusqu’en 1958, puis en fut relégué. Il évolua alors en Amateurliga Rheinland.
En 1970, le club échoua de peu à monter en Regionalliga Südwest en terminant derrière le VfB Theley et le VfR Frankenthal lors du tour final.
En 1978, le cercle ne parvint pas à se classer en ordre utile pour faire partie de la nouvelle Oberliga Südwest. Par la suite, le club dégringola dans la hiérarchie.
En 2002 et 2008, le club évolua sous l’appellation SG Neuwied en s’associant avec d’autres clubs locaux. Ensuite, redevenu le VfL Neuwied, le cercle se retrouva en Kreisliga D, soit au 11e niveau de la hiérarchie.
Après avoir connu deux montées successives, le VfL Neuwied évolue en 2010-2011 en Kreisliga B, soit au 9e niveau de la hiérarchie de la DFB. 